# Reprezentacja Omanu w piłce siatkowej mężczyzn

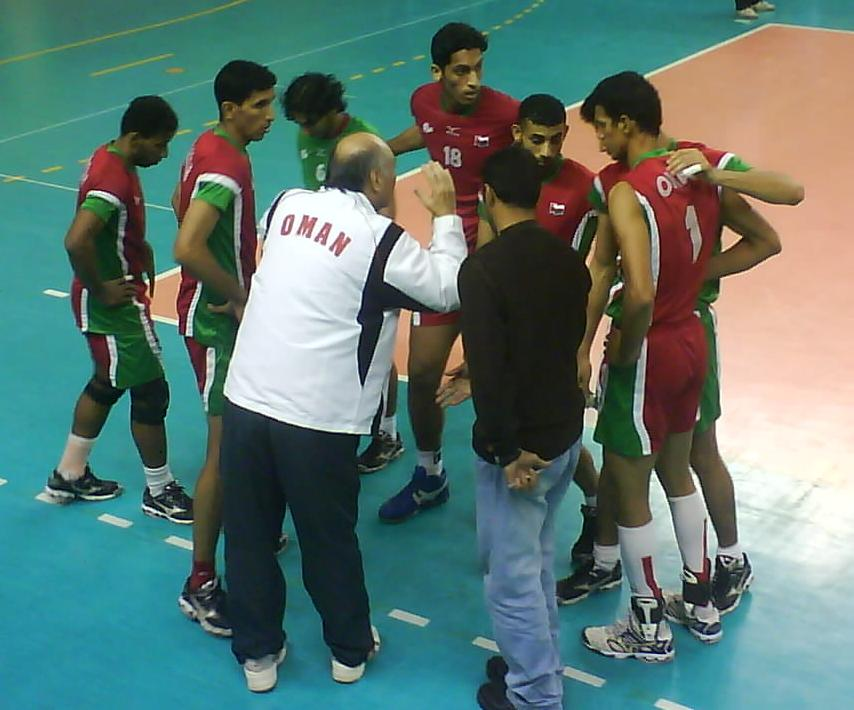
Siatkarze reprezentacji Omanu podczas przegranego meczu towarzyskiego z Czarnymi Radom 2:3 (2 grudnia 2008)

Reprezentacja Omanu w piłce siatkowej mężczyzn – zespół siatkarski reprezentujący ten kraj na arenie międzynarodowej, powoływany przez selekcjonera, w którym występować mogą wszyscy zawodnicy posiadający obywatelstwo omańskie, niezależnie od wieku, narodowości czy wyznania. Za jej funkcjonowanie odpowiedzialny jest Omański Związek Piłki Siatkowej (ang. Oman Volleyball Association, OVA).
W rankingu FIVB z 25 sierpnia 2008 roku drużyna zajęła 81. miejsce.